# Platja de Riumar
La platja de Riumar és una platja semiurbana del municipi de Deltebre (Baix Ebre) situada enfront de la població de Riumar, al Parc Natural del Delta de l'Ebre. Limita a l'extrem esquerre amb la platja de la Bassa de l'Arena i a l'extrem dret amb la platja de Garxal, prop de la desembocadura del riu Ebre. Tot i que el rereplatja és residencial, la platja es troba dins dels límits del parc natural. Orientada al nord-nord.est, té una longitud de 1.100 metres i una amplada de 74 metres, formada per sorra fina, amb un pendent d'entrada a l'aigua moderat i un camp dunar al rereplatja. Disposa de lavabos, dutxes, guinguetes, lloguer de para-sols, hamaques i patins aquàtics, club de vela, biblioplatja, zona de pic-nic, servei de bus, neteja diària i senyalització. Disposa d'un passeig marítim, amb zona d'aparcament, i passarel·la d'accés per a persones amb mobilitat reduïda.
L'escassa profunditat de les aigües i els vents freqüents hi formen unes onades molt apreciades pels surfistes i els windsurfistes.
Està guardonada amb la Bandera Blava, que reconeix internacionalment la qualitat de l'aigua i serveis. L'Agència Catalana de l'Aigua efectua un control quinzenal de la qualitat de l'aigua, durant la temporada de bany, amb el resultat d'excel·lent.